# James McCartney
James Louis McCartney (Londra, 12 settembre 1977) è un cantautore e musicista britannico.

## Biografia
È il terzo figlio di Paul McCartney (ex Beatles) e di Linda McCartney.

## Carriera
Ha intrapreso la carriera musicale verso la fine degli anni '90, collaborando col padre nell'album Flaming Pie e con la madre in Wide Prairie. Dopo la morte della madre, avvenuta nel 1998, ha avuto problemi di droga e di famiglia.
Nel 2001 ha collaborato di nuovo con Paul McCartney per Driving Rain.
Nel 2002 ha iniziato a collaborare con David Kahne.
Nel settembre 2010 ha pubblicato l'EP Available Light (Engine Company Records), prodotto da David Khane e Paul McCartney.
L'EP contiene il brano Old Man, cover di Neil Young.
Fino al 2008 si è dedicato all'attività live, mentre nell'agosto 2016 ha pubblicato il suo secondo EP Close At Hand, registrato ancora con David Khane.

## Discografia
- 2010 - Available Light (EP)
- 2011 - Close At Hand (EP)
- 2011 - The Complete EP Collection
- 2013 - Me